# Lucas Pellas
Lucas Pellas, né le 28 août 1995 à Stockholm, est un handballeur international suédois évoluant au poste d'ailier gauche.

## Biographie
Après avoir commencé sa carrière de handballeur dans son pays natal en Suède, il rejoint la France et le Montpellier Handball en 2020.
Avec l'équipe nationale de Suède, il est notamment vice-champion du monde en 2021 et champion d'Europe en 2022.

## Palmarès

### Sélection nationale
- 7e place au Championnat d'Europe 2020
- Médaille d'argent au Championnat du monde 2021
- 5e place aux Jeux olympiques de 2020 de Tokyo
- Médaille d'or au Championnat d'Europe 2022
- Médaille de bronze au Championnat d'Europe 2024
- 7e place aux Jeux olympiques de 2024 de Paris

### En clubs
Compétitions internationales
- Ligue européenne
  - Finaliste (1) : 2025
  - Quatrième (1) : 2023

Compétitions nationales
- Championnat de France
  - Deuxième (2) : 2021, 2023
  - Troisième (1) : 2024
- Coupe de France
  - Vainqueur (1) : 2025
  - Finaliste (2) : 2021, 2023

### Distinctions individuelles
- Élu meilleur ailier gauche du championnat de Suède de la saison 2018-2019 et 2019-2020.